# Aso Villa

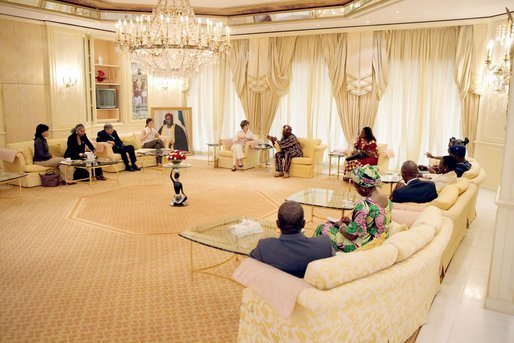
O presidente Olusegun Obasanjo em reunião com a primeira-dama dos Estados Unidos Laura Bush em 18 de janeiro de 2006 na Aso Villa.

Aso Villa (oficialmente Villa Presidencial de Aso Rock) é o local de trabalho e residência oficial do Presidente da Nigéria desde 1992, quando a Nigéria mudou a sua capital de Lagos para Abuja. Ela está localizada no Yakubu Gowon Crescent,  Three Arms Zone, Asokoro. Diversos nomes que são utilizados para Aso Villa incluem: Casa de Estado, A Rocha e A Villa. A Villa de Aso Rock é o local mais protegido dentre as residências oficiais de chefes de Estado na África.

## História
A residência palaciana foi concluída em 1991, mesmo ano em que a junta militar de Ibrahim Babangida transferiu a capital nacional de Lagos para Abuja. O terreno de Aso Villa engloba o monólito de 400 metros do Monte Aso, localizado dentro de Three Arms Zone da metrópole de Abuja. Em 1976, o governo militar de Murtala Mohammed tomou a decisão de mudar a capital federal de Lagos por uma comissão, sob a liderança do ministro Akinola Aguda, que recomendou a criação de um território para a nova capital federal no centro do país e a sua proclamação para o efeito foi posta em vigor em 3 de fevereiro de 1976. 